# Roya Arab
Pour les articles homonymes, voir Arab (homonymie).
 (avril 2015).
Roya Arab est une chanteuse britannique, née en 1967 à Téhéran.
Elle est principalement connue pour sa participation au premier album du groupe Archive, Londinium, en 1996.

## Biographie
Roya Arab est née en 1967, à Téhéran, en Iran. Entre 1974 et 1979, elle étudie à l'école Maktab Tarbiat de Shemiran (partie nord de Téhéran). Sa famille fuit l'Iran lors de la révolution islamique de 1979. Elle continue ses études en Angleterre à l'Ancaster House School de Bexhill-on-Sea et, âgée de 12 ans, elle commence à écrire des poèmes, pratique le chant et la danse, apprend le piano et la guitare.
Vers 1987, à 20 ans, elle compose de la musique et chante ses poèmes. Elle exerce le métier d'archéologue.
Roya Arab fait partie du groupe Archive dès leur album Londinium, paru en 1996,,,,. Elle fait des apparitions dans les albums de sa sœur Leila Arab. En 2009, elle remplace Terry Hall pour la tournée européenne de sa sœur et sa voix est jugée « exceptionnelle ». Elle participe également au premier projet solo Call to Arms de Rosko John, chanteur de rap ayant aussi collaboré à Londinium.

## Discographie
- 1996 : Londinium d'Archive ; chansons All Time, So few Words, Headspace, Darkroom, Londinium, Nothing Else, Parvaneh (Butterfly), Last Five et Ubiquitous Wife Remix.
- 1998 : Mysteries of Funk de Grooverider ; chanson Rainbows of Colour (Arab, Grooverider, Optical).
- 1998 : Like Weather de Leila Arab ; chanson Blue Grace (R. Arab, L. Arab).
- 1999 : L'étranger de Naab ; chanson L'étranger (R. Arab, Naab).
- 2000 : Organique de Zend Avesta ; chanson À la Manière (R. Arab, Rebotini).
- 2000 : Courtesy of Choice de Leila Arab ; chanson Different time (R. Arab, L. Arab, G. Jones, Woolley).
- 2008 : Blood, Looms and Blooms de Leila Arab ; chanson Daisies, Cats and Spacemen (R. Arab, L. Arab).
- 2015 : Call to Arms de Rosko John ; chansons Tactical Light et March Forth (Rosko John).